# Skagafjörður (fiordo)

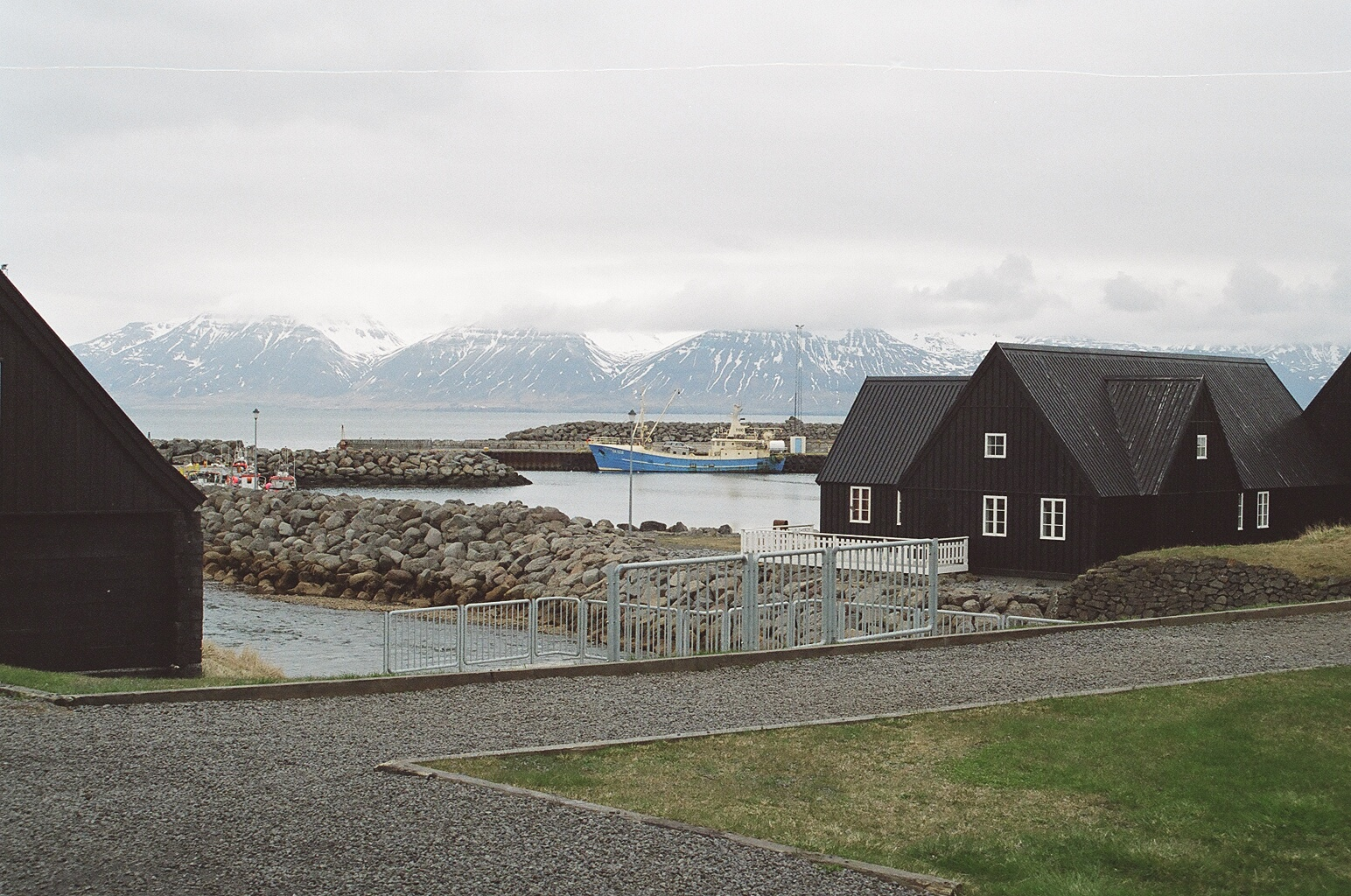
Hofsós e Skagafjörður

Lo Skagafjörður è un fiordo nel nord dell'Islanda, situato tra Tröllaskagi ("Penisola dei Giganti") e Skagi. Un quarto dei residenti della zona costruisce la propria casa nella campagna circostante, poiché la zona intorno allo Skagafjörður è una delle più fiorenti aree agricole dell'isola, con molte fattorie e pascoli di pecore oltre che gli allevamenti di cavalli per cui la regione è famosa (il comune di Skagafjörður è l'unico in Islanda in cui i cavalli sono più degli uomini). Ci sono due comuni sulle rive del fiordo: Skagafjörður e Akrahreppur. Oltre all'agricoltura è presente anche l'industria del pesce, ad esempio a Sauðárkrókur e Hofsós.
Ci sono tre isole nel fiordo: Málmey, Drangey e Lundey.